# Igalo
Igalo (cyr. Игало) – miasto w Czarnogórze, w gminie Herceg Novi. Leży nad Zatoką Kotorską W 2011 roku liczyło 3355 mieszkańców.
Miasto jest uzdrowiskiem – leczy się tu choroby reumatyczne, do celów leczniczych wykorzystywana jest radioaktywna glina.
W mieście znajduje się dawna rezydencja prezydenta Jugosławii Josipa Tito z lat 1976–1979, udostępniona dla zwiedzających na początku czerwca 2014.

## Demografia
W 2011 roku miasto było zamieszkiwane przez 3354 osoby, z których 53,8% stanowią Serbowie, a 30,3% to Czarnogórcy.